# Hiptage benghalensis
Hiptage benghalensis es una especie de planta perenne, liana siempreverde, originaria de India, sudeste de Asia y las Filipinas. Su hábitat es variable y prefiere climas templados o tropicales. En Hawái, se le considera una mala hierba, también se encuentra en Australia, Mauricio y Reunión, crece desde el nivel del mar hasta 1.000 metros. H. benghalensis se cultiva como planta ornamental por sus flores de color blanco-rosa perfumadas. Está incluida en la lista 100 de las especies exóticas invasoras más dañinas del mundo de la Unión Internacional para la Conservación de la Naturaleza.

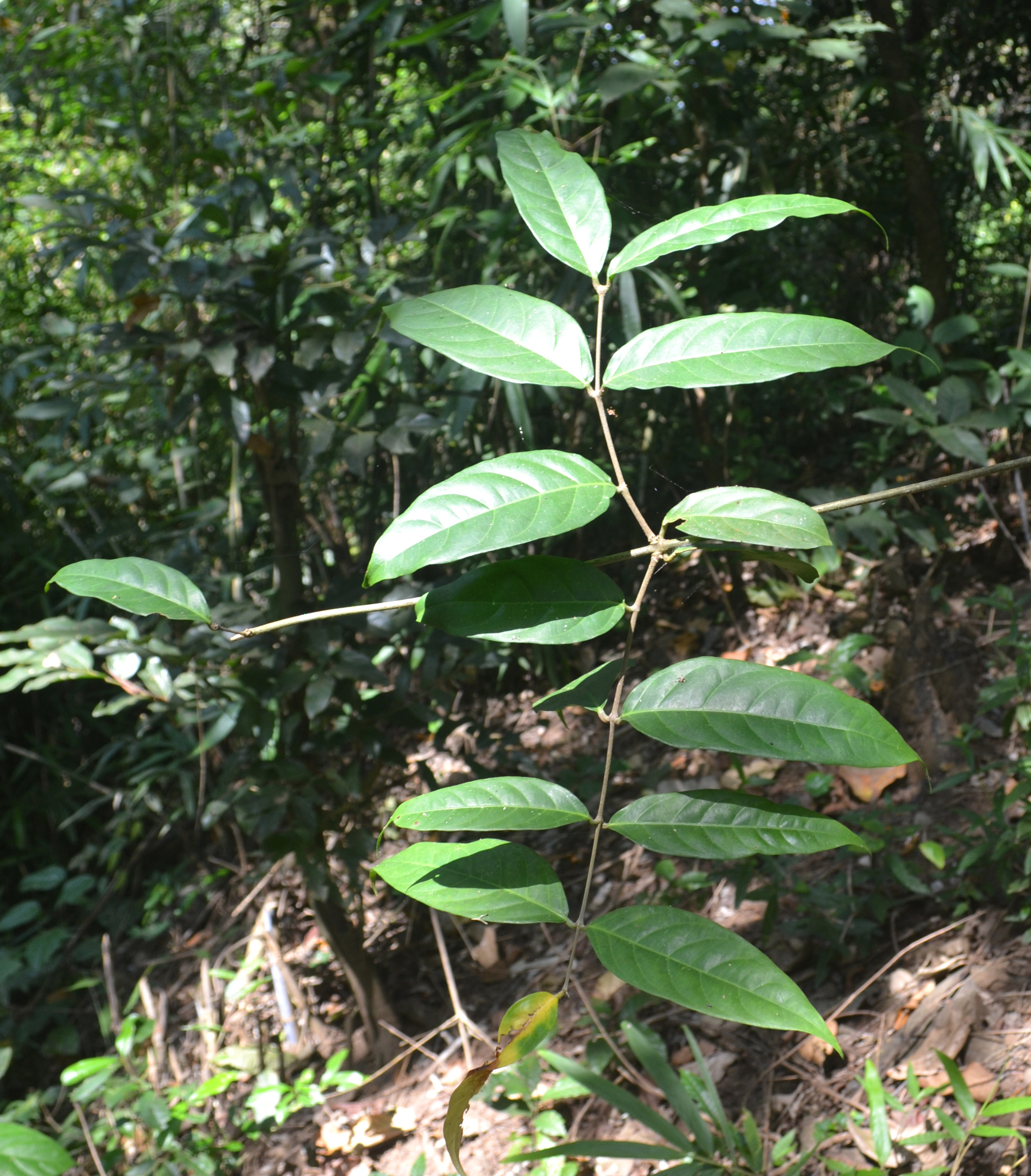
Hojas

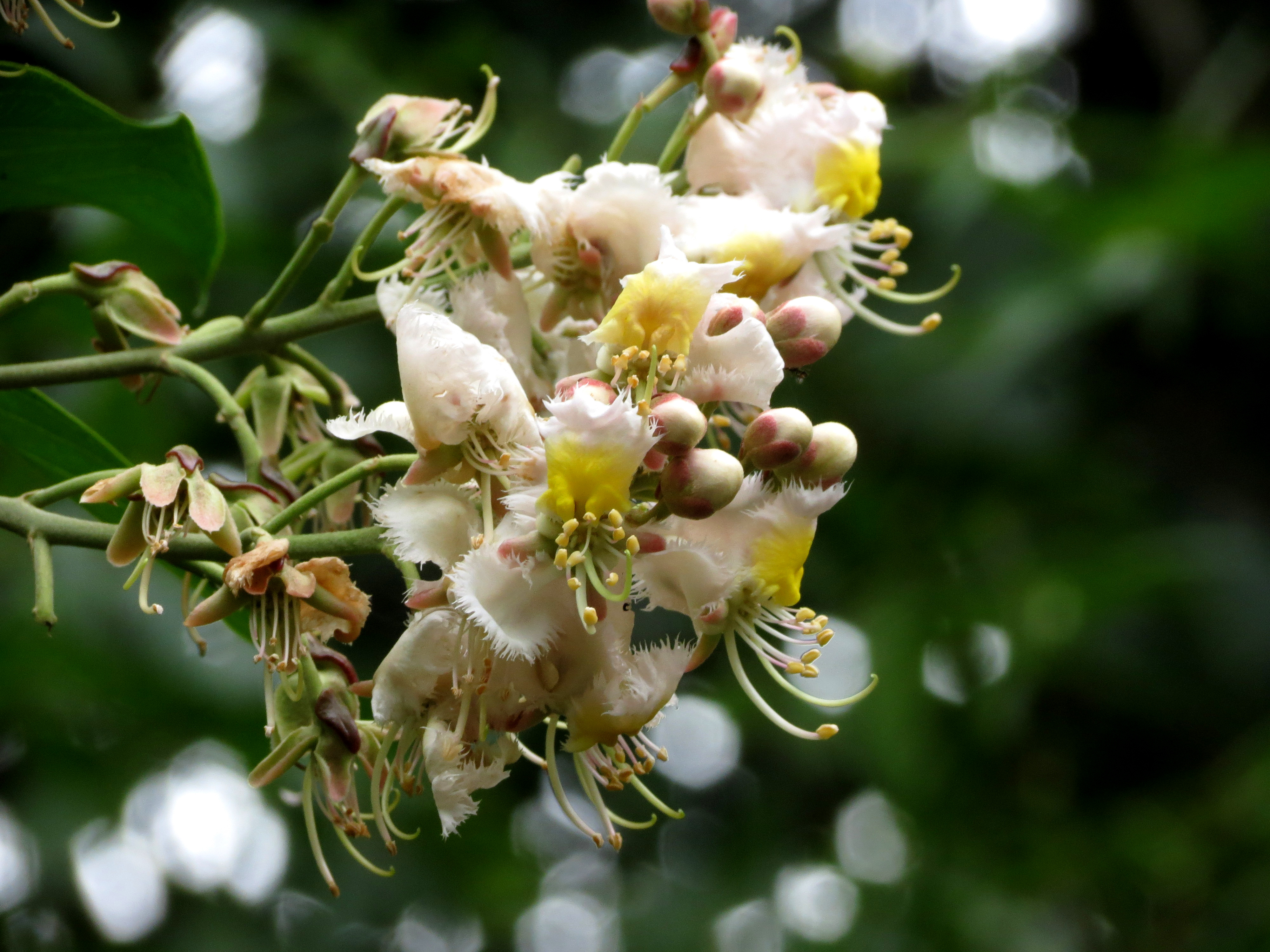
Flores

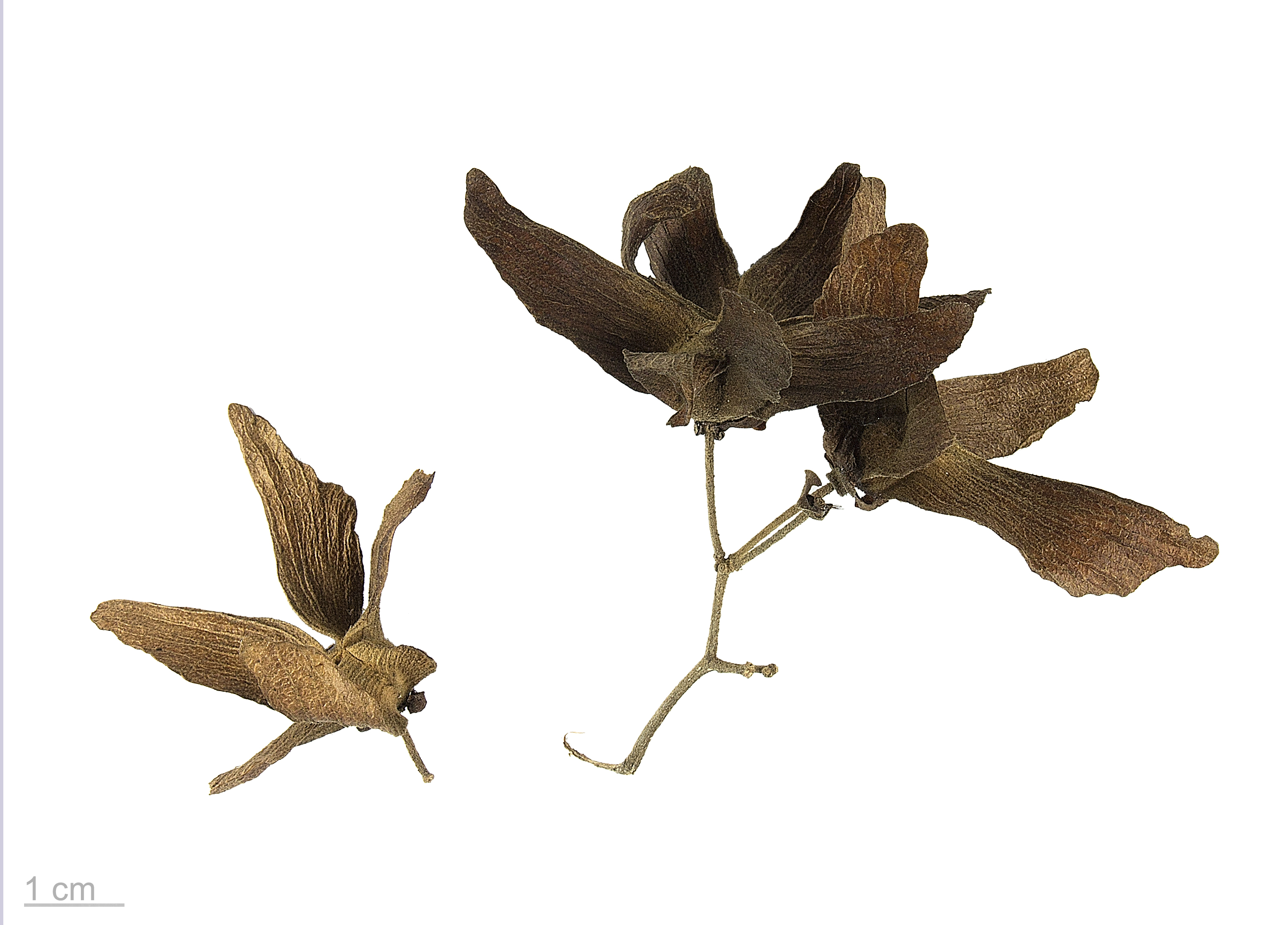
Hiptage benghalensis - MHNT

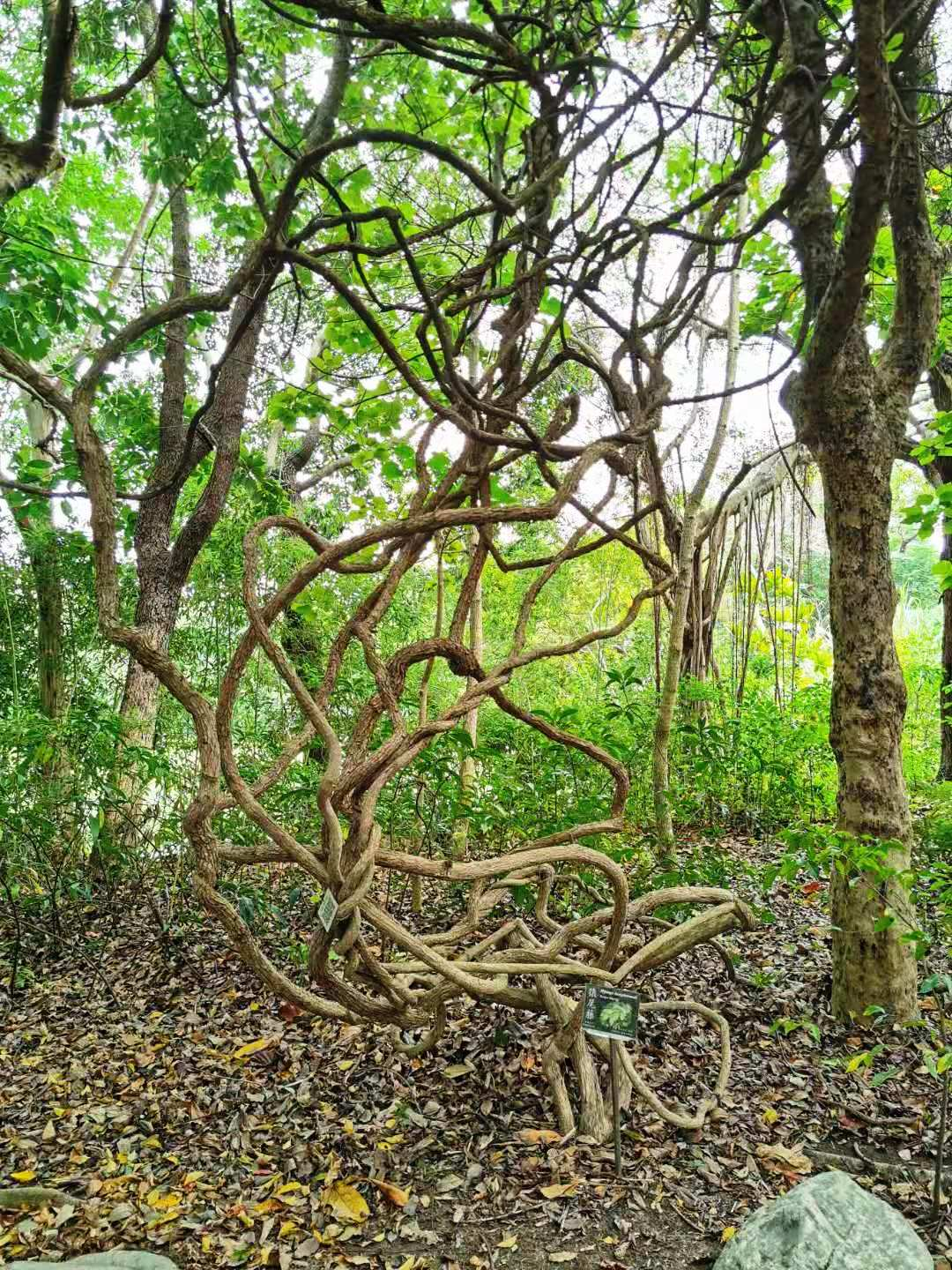
Liana

## Descripción
H. benghalensis es una liana o arbusto grande, con pelos blancos o amarillentos en el tallo. Sus hojas son lanceoladas a ovado- lanceoladas y de aproximadamente 20 cm de largo, y 9 cm de ancho; los pecíolos miden hasta 1 cm de largo. Tiene ramas escandentes de hasta 5 m de alto.
Da flores de forma intermitente durante el año, y sus inflorescencias son fragantes y tienen de diez a treinta flores en racimos axilares. Las flores son de color rosa a blanco, con marcas amarillas. Los frutos son trisámaras (tres sámaras unidas), con alas elípticas, de 2-5 cm de largo, y se propagan por el viento o por esquejes.

## Distribución y hábitat
Es nativa de la India, Sudeste de Asia y Filipinas. Se ha registrado como mala hierba en las selvas tropicales de Australia y es invasiva en Mauricio, Reunión, Florida y Hawái donde crece en los bosques de tierras bajas secas, formando matorrales impenetrables y asfixiando la vegetación nativa.

## Usos
H. benghalensis se cultiva como planta ornamental en los trópicos por sus flores atractivas y fragantes, además puede ser recortado para formar un pequeño árbol o arbusto o pueden ser preparado como una enredadera. También es cultivada en ocasiones con fines medicinales en la medicina alternativa práctica ayurveda: Las hojas y la corteza es útil en el tratamiento de crisis hepáticas, tos, sensación de ardor, la sed y la inflamación, sino que también tiene la capacidad para tratar enfermedades de la piel y la lepra.

## Taxonomía
Hiptage benghalensis fue descrita por (L.) Kurz y publicado en Journal of Botany, British and Foreign 66: 141. 1928.
Etimología
Hiptage, nombre genérico que deriva de la palabra griega hiptamai, que significa " volar " y se refiere a su fruto exclusivo formado por tres alas conocido como "trisámara". 
benghalensis: epíteto geográfico que deriva de la histórica región de Bengala, de donde es nativa la especie.
Sinonimia
- Banisteria benghalensis L.
- Banisteria tetraptera Sonn.
- Banisteria unicapsularis Lam.
- Gaertnera indica J.F.Gmel.
- Gaertnera obtusifolia (DC.) Roxb.
- Gaertnera racemosa Vahl
- Hiptage javanica Blume
- Hiptage macroptera Merr.
- Hiptage madablota Gaertn.
- Hiptage malaiensis Nied.
- Hiptage obtusifolia DC.
- Hiptage pinnata Elmer
- Hiptage teysmannii Arènes
- Hiptage trialata Span.
- Molina racemosa Cav.
- Succowia fimbriata Dennst.
- Triopteris jamaicensis L.[1]